# 旭川女子高生殺人事件
旭川女子高生殺人事件（あさひかわじょしこうせいさつじんじけん）は、2024年4月に北海道旭川市神居古潭地区で発生した殺人事件。石狩川に架かる神居大橋から女子高校生Eが落とされ殺害された。

## 概要
2024年4月18日夜、21歳の女Aは、知人の19歳の女B・16歳の少年C・16歳の女Dの3人を交代で同乗させ、北海道留萌市の17歳の女子高校生（E）を強引に車のトランク (自動車)乗せて監禁し連れ回し、複数回に渡り殴る蹴るなどの暴行を加えた。
加害者らが旭川市内のコンビニに寄った隙に、Eが降車し大声を出しながら逃げようとしたが、加害者らはEに暴行を加えて車内に連れ戻した。また、逮捕後のAの供述によれば、コンビニ店員に助けを求めた際にも「この子はおかしくなっているので、取り合わなくていい」などと言って誤魔化した。
翌19日未明にC・Dと別れ、Aらは旭川市の神居古潭に到着。AとBは、そこにある神居大橋でEを全裸にさせた上、土下座させたり、欄干に座らせたりする様子を動画で撮影し、「落ちろ」「死ね」などと言って川に落とし殺害した。
5月21日、Eの遺体が橋から約60Km下流の奈井江町の石狩川川岸で発見された。また、Eのスマホは現場から離れた旭川市内の川で発見されている。

## 背景
Aによると、事件の発端は、Aがラーメンを食べている画像をEが無断転載したこととされる。それをAが知ると、SNSの通話機能を用いて面識のなかったEに連絡をとり威圧的な態度で言いがかりをつけた。
その後、Aからの脅迫により、Eは電子マネーで10万円を支払うと申し出たものの送金できず、Aに呼び出され監禁された。Aは、道の駅で初めてEと会った後「言葉遣いが気に入らなかった。呼び出して謝罪を求めたが、失礼な態度を取られた」と供述している。

## 対応
4人の加害者のうち、A・Bは6月12日に殺人や監禁などの容疑で、C・Dについても恐喝や監禁などの容疑で逮捕されている。Aは「橋から落ちたかどうかは知らない。置いてきただけだ」と殺人容疑を否認している。
7月3日、Aは、旭川地方検察庁により、殺人罪・不同意わいせつ致死罪・監禁罪・恐喝罪で起訴、Bについても旭川家庭裁判所に送致された。
7月26日、Bについて旭川家裁は検察官送致（逆送）を決定、8月2日に殺人罪などで起訴された。特定少年に位置付けられる19歳のBの氏名は公表され、特定少年としての氏名公表は道内初となる。
また、Cは少年院送致、Dは保護観察処分となっている。
2025年3月7日、旭川地裁での第一審にて、Bに検察の懲役25年の求刑に対し、懲役23年が言い渡された。
3月14日、Bと検察は上訴権を放棄し、懲役23年の刑が確定した。